# Universitetet i Guadalajara
Universitetet i Guadalajara (UdeG)  är en offentlig institution för högre utbildning som är baserad i Guadalajara i Mexiko. 
Läsåret 2021-2022 uppgår antalet inskrivna till 310 000 studenter.

## Universitetscentra
För närvarande har universitetet i Guadalajara femton universitetscentra; av dessa är sex tematiska, belägna i Metropolitan Area i staden Guadalajara och 10 är regionala, belägna i de olika regionerna i delstaten  Jalisco . Alla listas nedan:
- Tematiska universitetscentra:
  - CUAAD - Universitetscentrum för konst, arkitektur och design
  - CUCBA - Universitetscentrum för biologiska och jordbruksvetenskapliga vetenskaper
  - CUCEA - Universitetscentrum för administrativa ekonomiska vetenskaper
  - CUCEI - Universitetscentrum för exakta vetenskaper och teknik
  - CUCS - Universitetscentrum för hälsovetenskap
  - CUCSH - Universitetscentrum för samhällsvetenskap och humaniora

- Regionala universitetscentra:
  - CUAltos  - Los Altos University Center (högkvarter: Tepatitlán)
  - CUCiénega - Centro Universitario de la Ciénega (platser: Ocotlán, La Barca och Atotonilco den långa)
  - CUCosta - Centro Universitario de la Costa (platser: Puerto Vallarta och Tomatlán)
  - CUCSur - University Centre of the South Coast (platser: Autlán och Cihuatlán)
  - CULagos - Los Lagos University Center (platser: Lagos de Moreno och San Juan de los Lagos)
  - CUNorte - University Centre of the North (högkvarter: Colotlán)
  - CUSur - Centro Universitario del Sur (högkvarter: Ciudad Guzmán)
  - CUTonalá - University Centre of Tonalá (högkvarter: Tonalá)
  - CUValles - University Center of the Valleys (högkvarter: Ameca)
  - CUTlajomulco - University Centre of Tlajomulco (högkvarter: Tlajomulco)

## Gymnasiesystemet
The Higher Secondary Education System (SEMS) är den enhet inom Jalisco University Network som har utfört funktionerna undervisning, forskning och spridning på gymnasienivå sedan det skapades 1994. För perioden 2018 A har det 165 campus som är fördelade i 109 kommuner i delstaten Jalisco. Fördelningsvis finner vi: 27 storstadsgymnasier, 44 regiongymnasier, 4 storstadsmoduler, 91 regionmoduler samt 7 regionala förlängningar.
Den totala registreringen av SEMS är 152 tusen 428 studenter, som är inskrivna i ett av de 24 utbildningsalternativen för förberedande gymnasieskola, och 22 tekniska gymnasier eller professionella teknologer. På samma sätt är SEMS ansvarig för att övervaka mer än hundra inkorporerade skolor som har erkännande av studiers officiella giltighet. Dessutom och i enlighet med sitt uppdrag, bidrar systemet till generering av kunskap och spridning av vetenskap och kultur, samt främjande av idrott.
- Metropolitan High Schools
  - Jalisco High School[3]
  - High School No.2
  - High School No.3
  - High School No.4
  - High School No.5
  - High School No.6
  - High School No.7
  - High School No.8
  - High School No.9
  - High School No.10
  - High School No.11
  - High School No.12
  - High School No.13
  - High School No.14
  - High School No.15
  - High School No.16
  - High School No.17
  - High School No.18
  - High School No.19
  - High School No.20
  - High School No.21
  - High School No.22
  - High School of Tonalá
  - Tonalá North High School Väggmålning av Guillermo Chávez Vega, målad 1972, på Jalisco High School 
  - Yrkeshögskolan i Guadalajara
  - Yrkeshögskolan "Eng. Jorge Matute Remus"
  - Yrkesskola

- Regionala gymnasieskolor
  - Regionala gymnasiet i Ahualulco de Mercado
  - Regionala gymnasiet i Amatitán
  - Regionala gymnasiet i Ameca
  - Regionala gymnasiet i Arandas
  - Regionala gymnasiet i Atotonilco
  - Regionala gymnasiet i Autlán de Navarro
  - Regionala gymnasiet i Casimiro Castillo
  - Regionala gymnasiet i Chapala
  - Regionala gymnasiet i Cihuatlán
  - Regionala gymnasiet i Ciudad Guzmán
  - Regionala gymnasiet i Cocula
  - Regionala gymnasiet i Colotlán
  - Regionala gymnasiet i Degollado
  - Regionala gymnasiet i El Grullo
  - Regionala gymnasiet i El Salto
  - Regionala gymnasiet i Etzatlan
  - Regionala gymnasiet i Huejuquilla el Alto
  - Regionala gymnasiet i Jalostotitlán
  - Jamay Regionala gymnasiet
  - Regionala gymnasiet i Jocotepec
  - Regionala gymnasiet i La Barca
  - Regionala gymnasiet i Lagos de Moreno
  - Regionala gymnasieskolan i Ocotlán
  - Puerto Vallarta Regionala gymnasiet
  - Regionala gymnasiet i San Juan de los Lagos
  - Regionala gymnasiet i San Martín Hidalgo
  - Regionala gymnasiet i San Miguel el Alto
  - Regionala gymnasiet i Santa Anita
  - Regionala gymnasiet i Sayula
  - Regionala gymnasiet i Tala
  - Tamazula de Gordiano Regionala gymnasiet
  - Regionala gymnasiet i Tecolotlán
  - Regionala gymnasiet i Tepatitlán de Morelos
  - Regionala gymnasiet i Tequila
  - Regionala gymnasiet i Tlajomulco de Zúñiga
  - High School of San José del Valle de Tlajomulco de Zúñiga.
  - Regionala gymnasiet i Toluquilla
  - Gymnasiet nr 12 Tlaquepaque-modulen
  - Regionala gymnasiet i Tuxpan
  - Regionala gymnasiet i Unión de Tula
  - Regionala gymnasiet i Villa Corona
  - Regionala gymnasiet i Zacoalco de Torres
  - Regionala gymnasiet i Zapotiltic
  - Regionala gymnasiet i Zapotlanejo
  - Wixárika gymnasiet